# Bunodosoma cavernata
Bunodosoma cavernata är en havsanemonart som först beskrevs av Bosc 1802.  Bunodosoma cavernata ingår i släktet Bunodosoma och familjen Actiniidae. Inga underarter finns listade i Catalogue of Life.